# Carlo Ambrogio Lonati
Carlo Ambrogio Lonati   (Milà, c. 1645 - Milà, c. 1710) fou un compositor, violinista i cantant italià. Francesco Maria Veracini el va descriure el 1760 com un dels violinistes més virtuosos del seu segle.

## Biografia
Fins ara no se sap res de la família i l'educació musical de Lonati, però es creu que va néixer a Milà. Entre el 1665 i el 1667 va actuar com a violinista a la capella del virrei (Pere Antoni d'Aragó) de Nàpols. Des del 1673 va estar al servei de la reina Christina de Suècia, i va dirigir la seva orquestra de corda, i des d'aquella època va ser coneguda també com la "Queen's Hunchback" ("Il Gobbo della Regina"). Va fer amistat amb Alessandro Stradella, el seu company de notorietat. Juntament amb Carlo Mannelli i Lelio Colista va comptar entre els "più valorosi professori musici di Roma". D'aquest període data probablement la majoria de les seves composicions per a diversos instruments.
El "Teatro Tordinona", el primer teatre públic per a representacions d'òpera a Roma, es va obrir el 1671 amb música de Bernardo Pasquini. El 1673 va cantar a L'Amor per vendetta de Pasquini. Lonati va interpretar el personatge còmic Vafrindo, cantant i tocant el violí a l'escenari. El doble paper com a cantant de cançons divertides i intèrpret virtuós als escenaris es considera la seva especialitat. Va ser designat com a violí a l'oratori de Santissimo Crocifisso. A causa del tancament del teatre de Tordinona de l'Any Sant 1675, es suggereix que Lonati sortís de Roma i participés en dues obres venecianes de Giovanni Legrenzi.
Lonati també va treballar a Gènova, des de la tardor de 1677 fins al carnaval del 1678, com a impressor del teatre Falconi. A Gènova, a Lonati si va unir Stradella. Després de l'apunyalament de Stradella, Lonati va abandonar la ciutat. (Aquest període podria estar a la Capella Reial de Madrid.)
El 1684, Lonati apareix com un virtuós al servei de Carles III Gonzaga-Nevers, duc de Màntua. Lonati va compondre el seu únic oratori per a la cort de Mòdena. Durant la dècada de 1680 va treballar a la cort de Mantuan, després va passar els seus últims anys a Milà on es van representar cinc de les seves deu òperes conegudes.
Lonati va estar present a Londres durant el regnat de Jaume II d'Anglaterra, en companyia del famós cantant Giovanni Francesco Grossi, que serviria a la reina d'Anglaterra, Maria de Mòdena. L'estada a Londres se situa entre finals del 1686 i el 1688.
El 1691, el nom de Lonati continua en la llista de músics empleats a la cort de Mantua. Aleshores, Lonati és cada cop més present en la vida musical a Milà. Malgrat la falta de proves, el violinista Francesco Geminiani continua sent considerat un estudiant de Lonati.
No se sap si Lonati va visitar la cort de l'emperador Leopold I, a qui va dedicar la seva última obra, un conjunt de dotze sonates per a violí i baix continu. Les 12 sonates es consideren la seva millor composició a causa de les seves dificultats tècniques i el seu rang expressiu.

## Obra
Les poques obres de violí existents de Lonati revelen un estil atrevit i fluït amb (en el seu 1701 12 Sonate per violino i basso continu) destacada doble aturada i ús de la scordatura, així com la idiosincràtica escriptura melòdica que recorre tota la seva música. Les seves cantates, llargues, variades i de força expressiva inusuals, es classifiquen amb les de Stradella i Alessandro Scarlatti, mentre que les seves òperes supervivents, d'estil venecià, es caracteritzen per una ària madura de capo i un encant per l'estil concitato amb una brillant escriptura per a instruments obligato.
Lonati tenia la seva obra poques vegades impresa, de manera que no podia ser copiada per persones que "gairebé no podien llegir un rellotge".
- Amor stravagante (Libretto by Giovanni Filippo Apolloni Amor per vendetta o vero L'Alcasta), 1677 Genua, Teatro Falcone
- Amor per destino (Libretto by Nicolò Minatos Antioco), 1678 Genua
- Ariberto e Flavio, regi de Longobardi (Libretto by Rinaldo Cialli), 9. Dez. 1684 Venice, Teatro S. Salvatore.[3]
- Enea in Italia (Giacomo Francesco Bussani), 1686 Milano, Regio Teatro Nuovo
- I due germani rivali, 1686 Modena, Teatro Fontanelli
- Scipione africano (Libretto by Nicolò Minato), 1692 Milano, Regio Teatro; together with Paolo Magni
- L'Aiace (Libretto by Pietro d'Averara), 1694 Milano, Regio Teatro; together with Paolo Magni and Francesco Ballarotti